# Frederico Mariath
Frederico Mariath (Portugal, 21 de novembro de 1794 – 2 de julho de 1863) foi um almirante brasileiro, destacando-se por suas atividades militares desempenhadas em defesa da integridade territorial do Império do Brasil no século XIX.

## Biografia
Filho do casal Guilherme (William) Mariath, um inglês oficial da Marinha Portuguesa, Capitão de fragata, e a portuguesa Luiza Mariath.
Chegou ao território brasileiro durante o período da transmigração da Coroa Portuguesa para o Brasil, em 1808.
Mariath teve participação militar na chamada Guerra Cisplatina, processo de incorporação da Cisplatina ao território português, no continente americano.

Quando do movimento que culminou com a Independência do Brasil, no qual a então colônia brasileira acabou por separar-se do domínio da metrópole portuguesa, Mariath optou pela nacionalidade brasileira.
Durante o processo de independência do Uruguai, Mariath não conseguiu evitar a maior derrota da Marinha Brasileira, na Batalha de Juncal, em 1827.
Durante os combates ao movimento da Cabanagem, na então província do Pará, Mariath, com sua esquadra, auxiliou as forças militares comandadas pelo general Francisco José de Sousa Soares de Andrea. Realizou o patrulhamento dos rios e no bloqueio naval a cidade de Belém. Ao fim do conflito, Mariath  torna-se Inspetor do Arsenal de Marinha da província.
Mais uma vez Frederico Mariath trabalharia em conjunto com o general Francisco Andreá. Na Revolução Farroupilha, estando Andreá  comandante em chefe de todas as forças militares do Império Brasileiro naquele local, nomeou Mariath comandante das forças de mar que lá iam agir. Nesta condição, em Santa Catarina, Mariath liderou a frota imperial na retomada de Laguna, derrotando a Giuseppe Garibaldi.
Mariath casou-se com a argentina Joana Mermes com quem teve nove filhos.

## Reconhecimento
Em sua época, Frederico Mariath, recebeu honrarias, homenagens e condecorações por seus serviços realizados
Frederico Mariath recebeu como homenagem a denominação de um logradouro público na cidade do Rio de Janeiro; a Rua Almirante Mariath, situada no bairro Imperial de São Cristóvão, na Zona Norte da cidade.